# Santiago Sebastián
Santiago Sebastián López (Villarquemado, 25 de marzo de 1931-Valencia, 9 de febrero de 1995) fue un historiador del arte español. 
Como historiador se formó con Diego Angulo, licenciándose en Historia del arte por la Universidad Complutense de Madrid. Ocupó distintas cátedras en universidades como las de Mallorca, Córdoba, Barcelona, Cali (Colombia) y Valencia. 
Fundó la revista Traza y Baza, única revista del ámbito hispano dedicada a la escuela iconológica, de la que fue su máximo representante en España.

## Obras
Selección de algunas de sus obras.

### Libros

#### Suyas
- El barroco iberoamericano : mensaje iconográfico. Encuentro Ediciones, S.A. 2007 ISBN 978-84-7490-844-2
- La mejor emblemática amorosa del barroco : Heinsius, Vaenius y Hooft. Ediciones de la Sociedad de Cultura Valle-Inclán 2001 ISBN 84-95289-24-5
- Visión panorámica del arte turolense Instituto de Estudios Turolenses 1996 ISBN 84-86982-68-5
- Mensaje simbólico del arte medieval : arquitectura, iconografía, liturgia. Encuentro Ediciones, S.A. 1996 ISBN 84-7490-346-7[3][4]
- Emblemática e historia del arte .Ediciones Cátedra, S.A. 1995 ISBN 84-376-1355-8
- Iconografía del indio americano : siglos XVI-XVII. Ediciones Tuero, S.A. 1992 ISBN 84-86474-15-9
- Teruel.  Editorial Everest, S.A. 1991 ISBN 84-241-4395-7
- Contrarreforma y barroco. Alianza Editorial, S.A. 1989 ISBN 84-206-7021-9
- Iconografía medieval. Eusko Kultur Eragintza Etor, S.A. 1988 ISBN 84-85527-35-6
- El Coro de la catedral de Orihuela,   Institución Alfonso el Magnánimo (Valencia) = Institució Alfons el Magnànim (Valencia)  1986  ISBN 84-505-4788-1
- Fisiologo atribuido a San Epifanio, seguido de El Bestiario Toscan. Ediciones Tuero, S.A. 1986 ISBN 84-86474-01-9
- Traza y baza 10. AUTOR-EDITOR 12 1985 ISBN 84-398-5337-8
- La visión emblemática del amor divino según Vaenius .Fundación Universitaria Española  1985 ISBN 84-7392-243-3
- Traza y baza. Universidad de Valencia. Servicio de Publicaciones = Universitat de València. Servei de Publicacions 1985 ISBN 84-600-3798-3
- Mensaje del arte medieval. Ediciones El Almendro de Córdoba, S.L. 1984 ISBN 84-86077-26-5
- La Lonja y su entorno socio-cultural, Ayuntamiento de Valencia = Ajuntament de València 1984 ISBN 84-505-0005-2
- El Guernica y otras obras de Picasso : Contextos iconográficos, Universidad de Murcia. Servicio de Publicaciones  1984 ISBN 84-86031-49-4
- Arte y humanismo Ediciones Cátedra, S.A. 1981 ISBN 84-376-0139-8
- Artesonado de la catedral de Teruel. Caja de Ahorros y Monte de Piedad de Zaragoza, Aragón y Rioja (Ibercaja, Obra Social y Cultural) 1981 ISBN 84-500-4979-2
- Primer coloquio de arte valenciano  Universidad de Valencia. Servicio de Publicaciones = Universitat de València. Servei de Publicacions 1981 ISBN 84-370-0176-5
- Historia del arte. Editorial Marfil, S.A. 1979 ISBN 84-268-0291-5
- Espacio y Símbolo. Escudero 1976 ISBN 84-85276-10-8
- El Patrimonio artístico de Ibiza. 4º, 88p. 80 ilustraciones. 1973, Publicaciones del Instituto de Estudios Baleáricos.

#### En colaboración
- Historia y mensaje del templo de los Santos Juanes. Mª Reyes Domenech. Federico Domenech Ed. 2000 ISBN 84-95031-22-1
- El mudéjar iberoamericano : del Islam al nuevo mundo. Ignacio Henares Cuéllar,  Alfredo J. Morales. Ed.    Lunwerg. 1995 ISBN 84-7782-334-0
- El sagrario de la Asunción : (historia, arte e iconografía). Manuel del Rosal, René Taylor, Manuel Peláez del Rosal. 1988 ISBN 84-404-2982-7

#### Traducciones
- Emblemas de Andrea Alciati (1492-1550). Ediciones Akal 1985 ISBN 84-7600-044-8

### Revistas
- Apuntes y anotaciones para el viaje iconográfico por la comarca del Jiloca número 15 (abril de 1995) Xiloca: revista del Centro de Estudios del Jiloca ISSN 0214-1175
- Nueva interpretación de la tradición de los amantas / Santiago Sebastián número 15 (abril de 1995) Xiloca: revista del Centro de Estudios del Jiloca ISSN 0214-1175

#### Crítica de libros
- Antonio Naval Mas: arquitectura doméstica del Somontano en el Alto Aragón / Santiago Sebastián López número, 6 (oct. 1995) Xiloca: revista del Centro de Estudios del Jiloca ISSN 0214-1175

## Homenaje
- Monográfico de la revista Xiloca sobre Santigo Sebastián, Xiloca, núm. 16 (oct. 1995). Sumario:
  - Santiago Sebastián, semblanza de una pasión artística / Gonzalo M. Borrás Gualis
  - In memoriam a un amigo y maestro : Santiago Sebastián / Joan Sureda i Pons
  - Homenaje al Dr. Santiago Sebastián : in memoriam / José Antonio Terán Bonilla
  - Santiago Sebastián : in memoriam / Antonio Saborit
  - Santiago Sebastián López (Villarquemado, 1931-1995) / José Mª de Jaime Lorén, José de Jaime Gómez